# Ingeniería química
La ingeniería química es una rama de la ingeniería que se encarga del estudio, diseño, manutención, evaluación, optimización, simulación, construcción y operación de todo tipo de elementos en la industria de procesos, que es aquella relacionada con la producción industrial de compuestos y productos cuya elaboración requiere de sofisticadas transformaciones físicas y químicas de la materia.
La ingeniería química también se enfoca al diseño de nuevos materiales y tecnologías, es una forma importante de investigación y de desarrollo. Además es líder en el campo ambiental, ya que contribuye al diseño de procesos ambientalmente amigables y procesos para la descontaminación del ambiente.
La ingeniería química se fundamenta en las ciencias básicas como matemática (álgebra lineal o superior, cálculo, ecuaciones diferenciales, métodos numéricos, matemática avanzada), las ciencias básicas de la ingeniería química (termodinámica, fenómenos de transporte, cinética química), y disciplinas aplicadas tales como ingeniería de procesos, diseño de reactores, diseño de equipos para procesos químicos, y procesos de separación. También incorpora elementos de ciencias ambientales, biotecnología, ingeniería alimentaria e ingeniería de materiales.

## Etimología

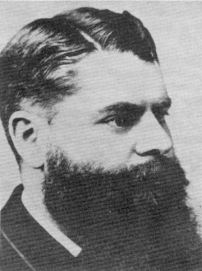
George E. Davis, fundador

En 1996, un artículo escrito para la revista British Journal for the History of Science cita a James F. Donnelly en relación con la ingeniería química y con la producción de ácido sulfúrico. Sin embargo, se suele mencionar como el primer ingeniero químico y creador del término a George E. Davis, supervisor de plantas industriales, químico y profesor de la Universidad de Mánchester, donde por primera vez ofreció 12 cursos relacionados con los procesos químicos y convocó a la formación de esta nueva profesión. En 1901, publicó el Manual del ingeniero químico (Handbook of Chemical Engineering), considerado el primer texto de la profesión.

## Objetivos

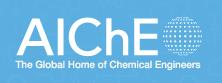
AIChE, American Institute of Chemical Engineers

Según la Constitución del American Institute of Chemical Engineers, "la ingeniería química es la profesión en la cual el conocimiento de la matemática, química y otras ciencias básicas (ganados por el estudio, experiencia y práctica) es aplicado con juicio para desarrollar maneras económicas de usar materiales y energía para el beneficio de la humanidad". Por ello, el objetivo de la ingeniería química difiere de las ciencias puras como la química o la biología, donde el enfoque es el estudio de fenómenos científicos. Un ingeniero de otras ramas se enfocaría, de acuerdo a su campo, en los elementos para la producción, sean los equipos mecánicos involucrados, elementos electrónicos, los equipos de transmisión y generación de energía eléctrica, gestión de operaciones involucradas en el proceso industrial, sistemas de información manejados. El ingeniero químico se involucraría en la creación, diseño, mejora y utilización de equipos, procesos, materiales, energía e información, siempre para lograr un objetivo, el cual es producir productos y servicios bajo las premisas: calidad, de manera integra y segura, factible técnico-económicamente, respetando al ambiente, sobre sólidas bases científicas que logren procesos replicables y fiables, siempre para el beneficio de la humanidad.

## Campos de acción
La ingeniería química implica el diseño y el mantenimiento de los procesos químicos para la fabricación a gran escala. Emplean a los ingenieros químicos en esta rama generalmente bajo título de ingeniero de proceso. El desarrollo de los procesos a gran escala característicos de economías industrializadas es una hazaña de la ingeniería química, no de la química en su más pura expresión. Los ingenieros químicos son responsables de la disponibilidad de los materiales de alta calidad que son esenciales para hacer funcionar una economía industrial.
Por otro lado, la química es la ciencia que estudia la materia, sus cambios y la energía involucrada. La importancia radica en que todo lo que nos rodea es materia. El ingeniero químico participa de una manera importante en lo relacionado al diseño y la administración de todo el proceso químico a escala industrial que permite satisfacer una necesidad partiendo de materias primas hasta poner en las manos del consumidor un producto final.
La presencia del profesional de la ingeniería química se ve en áreas tales como la producción, control de procesos, control de calidad, seguridad industrial, apoyo técnico-legal, seguridad e higiene, alimentos, cosméticos y ecología en donde plantea, diseña, construye, opera y controla unidades para disminuir el impacto contaminante de las actividades humanas.

Ejemplo de sistema de control, tanque de agitado continuo.

### Aplicaciones
Las aplicaciones que puede realizar un ingeniero químico son diversas, por ejemplo:
- Estudios de factibilidad técnico-económica
- especificación / diseño / control de equipos y procesos
- construcción / montaje de equipos y plantas
- control de producción / operación de plantas industriales
- control de calidad de productos
- compras y comercialización
- ventas técnicas
- control ambiental
- investigación y desarrollo de productos y procesos

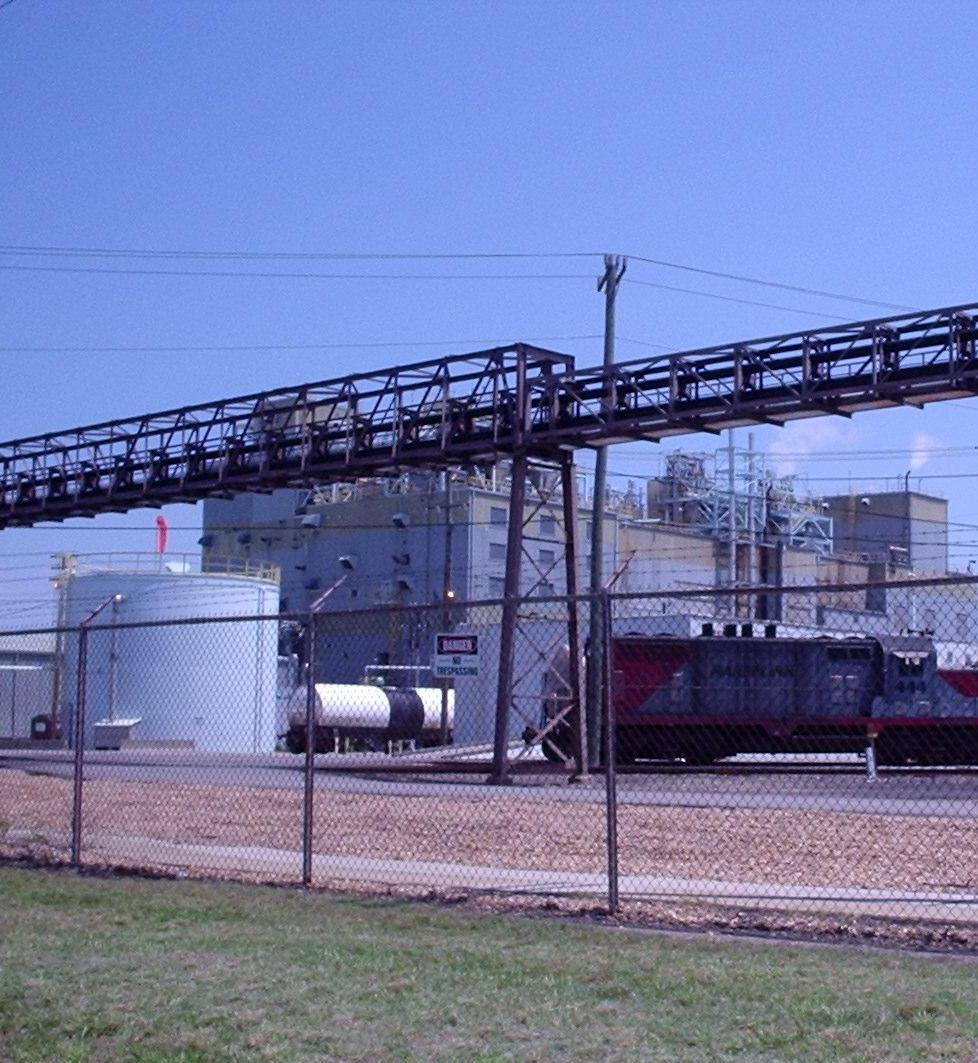
BASF, Planta Química en Portsmouth, Virginia, Estados Unidos.

- capacitación de recursos humanos[8]

### Sectores industriales
Entre los sectores industriales más importantes que emplean a profesionales de la ingeniería química se encuentran los siguientes:
- industria química / petroquímica
- gas y petróleo / refinerías
- alimentos y bebidas / biotecnología
- siderúrgica / metalúrgica / automotriz
- materiales / polímeros / plásticos
- generación de energía
- otras (farmacéutica, textil, papelera, minera)[9]

## Historia

Máquina de Carnot, procedimiento para producir trabajo a partir de dos focos de temperatura. Los principios físicos asociados a la termodinámica, iniciados por Sadi Carnot, constituyen una de las principales bases de la ingeniería química

En 1824, el físico francés Sadi Carnot, en su obra maestra Réflexions sur la puissance motrice du feu et sur les machines propres à développer cette puissance (Reflexiones sobre la potencia motriz del fuego y sobre las máquinas adecuadas para desarrollar esta potencia), fue el primero en estudiar la termodinámica de las reacciones de la combustión en motores de vapor, revolucionando la ingeniería como era conocida. Durante la década de los 1850s, el físico alemán Rudolf Clausius comenzó a aplicar los principios desarrollados por Carnot a los sistemas de productos químicos en lo atómico a escala molecular, logrando la demostración matemática de transición de fase en un sistema monocomponente, conocida como la Relación de Clausius-Clapeyron. Durante los años 1873 a 1876 en la universidad de Yale, el físico matemático estadounidense Josiah Willard Gibbs, fue el primero en dirigir en los Estados Unidos, una serie de tres escritos desarrollando una metodología matemática, basada en la gráfica, para el estudio de sistemas químicos usando la termodinámica de Clausius. En 1882, el físico alemán Hermann von Helmholtz, publicó un escrito con fundamentos de la termodinámica, similar a Gibbs, pero con una base más electroquímica, en la cual demostró esa medida de afinidad química, es decir la "fuerza" de las reacciones químicas, que es determinada por la medida de la energía libre del proceso de la reacción. Después de estos progresos tempranos, la nueva ciencia de la ingeniería química comenzó a transformarse. Los siguientes hechos demuestran algunos de los pasos dominantes en el desarrollo de la ingeniería química:

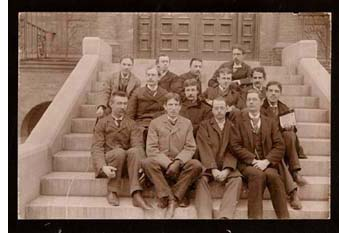
Primer grupo de ingenieros químicos, curso X, del Instituto de Tecnología de Massachusetts (MIT).

- 1888 - Lewis M. Norton comienza un nuevo plan de estudios en el Instituto de Tecnología de Massachusetts (MIT) denominado Curso X, Ingeniería Química.
- 1901 - George E. Davis publica el primer Manual del Ingeniero Químico.
- 1908 - Se funda el Instituto Americano de Ingenieros Químicos (AIChE).
- 1919 - Se funda la Universidad de Concepción (Chile), con el inicio de la Escuela de Química Industrial que otorgaba el título de Ingeniero en Química y también el título de Químico analista. (17 de marzo de 1919)
- 1919 - Se crea la Universidad Nacional del Litoral y con ella la Facultad de Química Industrial y Agrícola, Santa Fe, Argentina (actual Facultad de Ingeniería Química (FIQ), tiempo después que se fundase la Escuela de Química Industrial en la Universidad de Concepción en Chile.
- 1922 - Se funda la Institución Británica de Ingenieros Químicos (IChemE).
- 1923 - Se titulan los primeros cuatro Ingenieros Químicos Industriales de Chile y Latinoamérica, en la Universidad de Concepción, Chile.

Como disciplina, en sus orígenes, la ingeniería química era básicamente una extensión de la ingeniería mecánica aplicada a resolver los problemas de fabricación de sustancias y materiales químicos, que era la tarea tradicional de la química industrial. En contraste, la ingeniería química moderna está estructurada alrededor de un sistema de conocimientos propio acerca de fenómenos y procesos vinculados con la producción de sustancias y materiales mediante cambios en las propiedades físicas, químicas, o ambas, de la materia.
Debe tenerse en cuenta que en el campo de la ingeniería química se pueden reconocer tendencias y momentos cruciales que pueden considerarse paradigmáticos.

### Operaciones unitarias

Destilación, un tipo de operación unitaria

El primero de ellos data de 1915, cuando en el Instituto Tecnológico de Massachusetts (MIT) los profesores Walker, Lewis y McAdams le dieron forma al concepto de Operaciones unitarias como una serie de operaciones comunes a muchos procesos industriales, tales como la transferencia de energía, destilación, flujo de fluidos, filtración, trituración, molienda y cristalización; y que permitió unificar -a la vez que dar sustento científico y leyes generales- a las diversas operaciones y procesos de la naciente Ingeniería Química.
Este modelo de las Operaciones Unitarias, que implicaba el estudio de estas operaciones separadas de los procesos industriales específicos, con una forma de abordar y solucionar los problemas de escala industrial fundamentalmente empírico, fue utilizado con éxito durante muchos años.

### Fenómenos de transporte y reactores químicos

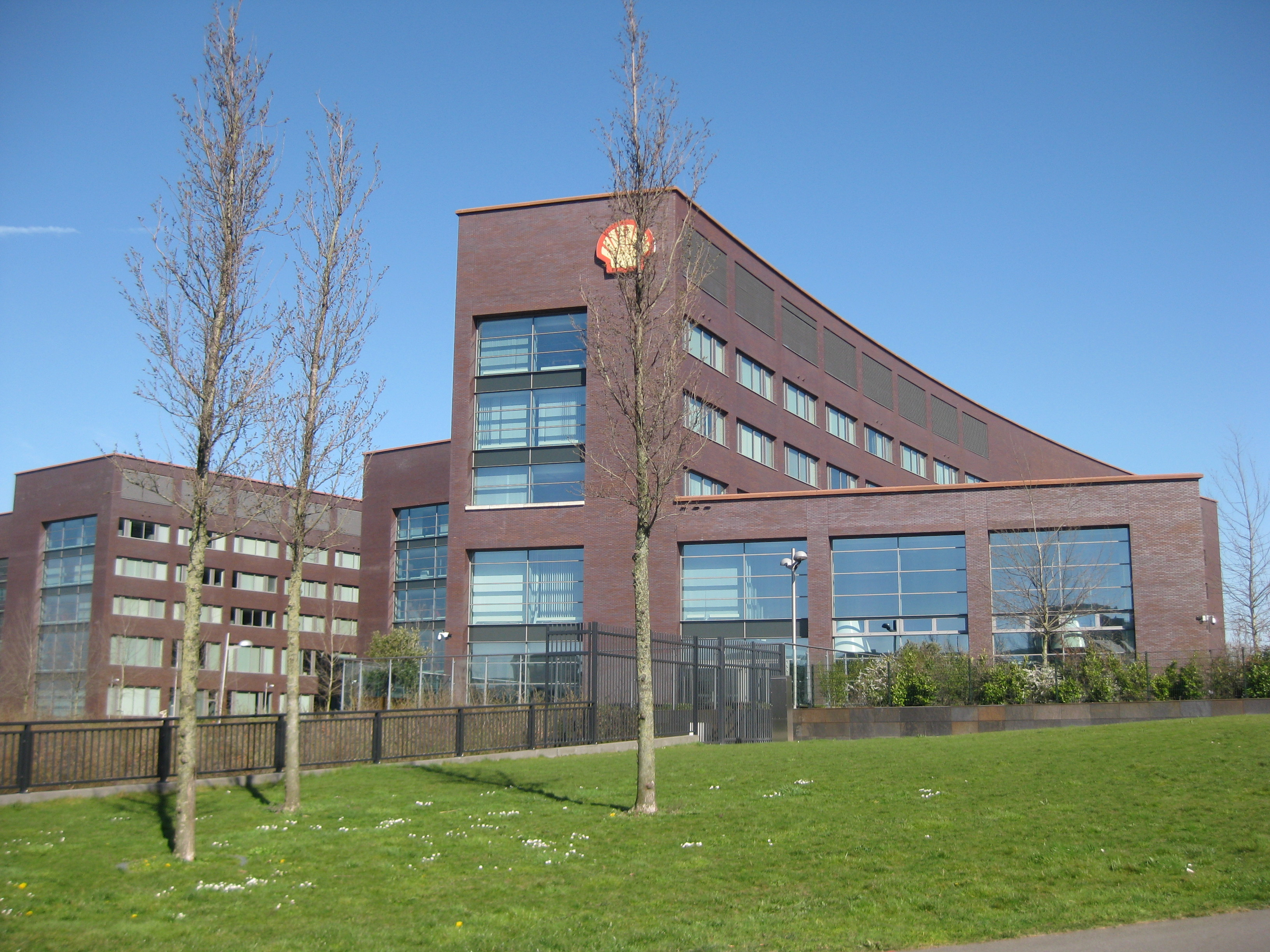
Centro de Desarrollo Tecnológico Shell, Ámsterdam.

Ya desde 1910, el trabajo de Haber-Bosh había demostrado la importancia del trabajo en conjunto de la ingeniería mecánica y la química aplicada para el diseño de procesos químicos industriales a gran escala. A principio de los años 50, bajo el impulso del Centro de desarrollo de Shell Ámsterdam y de la Universidad Técnica de Delft, se consolidó la ingeniería de las reacciones como parte fundamental del desarrollo de la ingeniería química.
En 1960, nace un nuevo paradigma de la ingeniería química con la publicación del libro Fenómenos de transporte de R. B. Bird, W. E. Stewart y E. N. Lightfoot establece un método distinto para el análisis y estudio de los fenómenos físico-químicos, y que busca explicaciones moleculares para los fenómenos macroscópicos. El estudio de los fenómenos de transporte comprende aquellos procesos en los que hay una transferencia o transporte neto de cantidad de movimiento (Leyes de Newton), transferencia de calor (Leyes de Fourier) y transferencia de masa (Leyes de Fick). Mediante el análisis físico-matemático, fue posible implementar las bases para el diseño en la ingeniería química, mediante un análisis de materia, energía o momentum lineal desde el punto de vista microscópico o molecular.

### Producción en masa, ingeniería de procesos

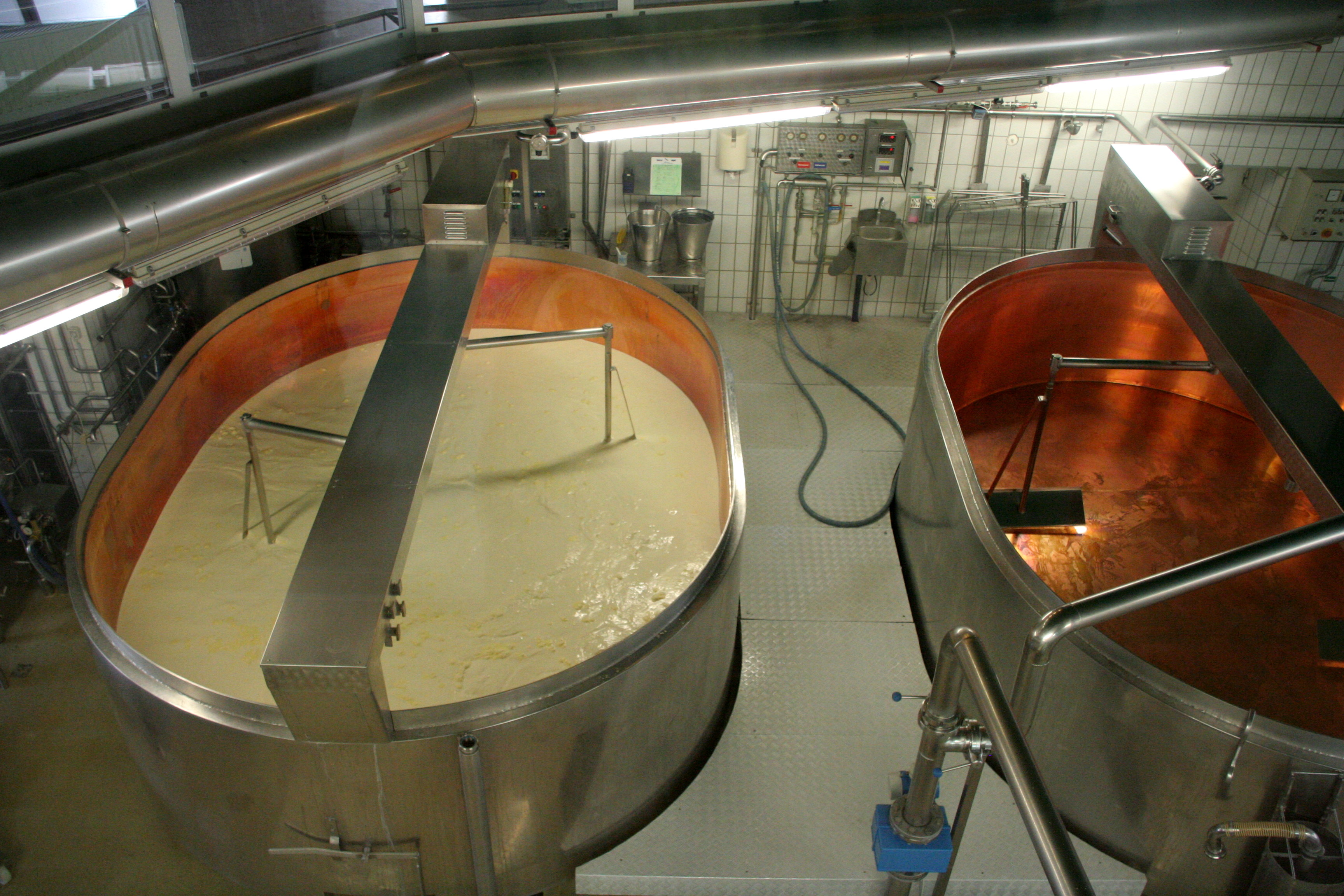
Producción industrial de quesos

Con el aumento de la población mundial, ha sido necesario el aumento de la producción a un menor costo, tanto energético, materiales y recursos financieros. La elaboración de nuevos procesos para la producción de fármacos, alimentos, agua potable, energía, ha motivado al desarrollo y especialización de la ingeniería química en diversas áreas y diseñar, controlar y mantener procesos que cumplan dichas necesidades y estándares de calidad.
De esta forma surge un nuevo paradigma dentro de la ingeniería química denominado ingeniería de procesos.
A la vez surgen diversas especializaciones referentes al área farmacéutica, área de alimentos, área energética, área de tratamiento de aguas, área de costos, área de calidad, entre otros.

### Tecnología y Sistemas Automatizados
En el año 1968, la empresa General Motors logró incluir en sus líneas de producción sistemas automáticos de control, reduciendo los tiempos de mantenimiento y aumentando la producción. Todo gracias a la innovación de la empresa Bedford Associates, proponiendo el uso de un Controladores Lógicos Programables, e introduciendo el primer PLC comercial denominado MODICON 084. Era cuestión de tiempo para que dichas tecnologías fueran aplicadas en la Industria Química propiciando el surgimiento de la Ingeniería en automatización y control industrial enfocado a la Industria Química y de Procesos. Mediante el uso de Sistemas de Control Inteligente, Sistemas Automatizados, Control Digital, Sistemas Instrumentados y de Adquisición de Datos, se implementan dichas tecnologías en la Industria Química, para aumentar la capacidad de producción y reduciendo aquellos elementos fuera de especificación.

### Cambios en Materia de Prevención y Seguridad

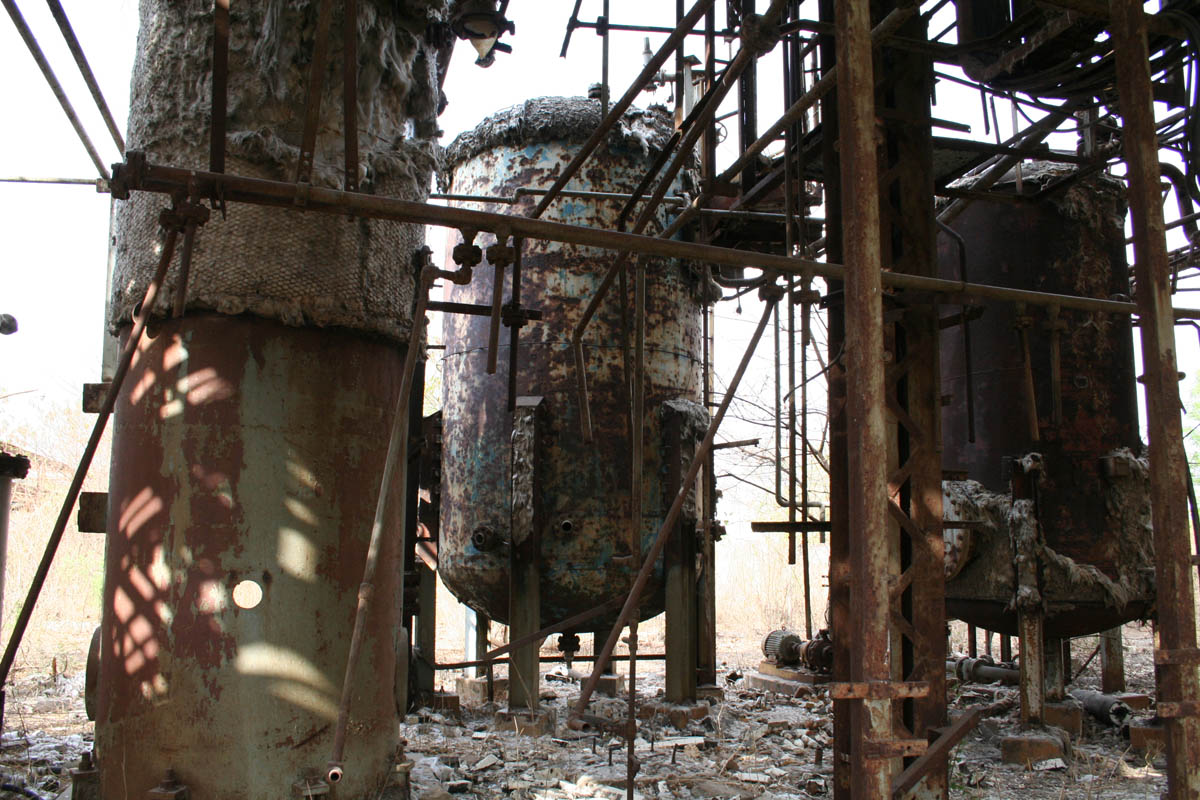
Planta de Union Carbide en Bhopal tras el desastre.

A pesar de los nuevos avances en la producción a escala industrial, los cambios en la economía y la necesidad de producir cada vez en mayor cantidad y a menor costo, llevó a la producción de eventos, los cuales marcaron la era industrial. Uno de los más relevantes fue el Desastre de Bhopal, ocurrido en el año 1984, donde murieron cerca de 25000 personas, o el Accidente de Chernóbil, del año 1986, que provocó pérdidas humanas y materiales. Estos eventos, motivaron al surgimiento de la Ingeniería en Seguridad en la industria, donde ahora, el ingeniero químico tiene como finalidad, implementar tecnologías y conocimientos, para la prevención de desastres y la ocurrencia de accidentes en la industria, conservando la integridad de las personas y el ambiente.

### Etapa de la Sustentabilidad

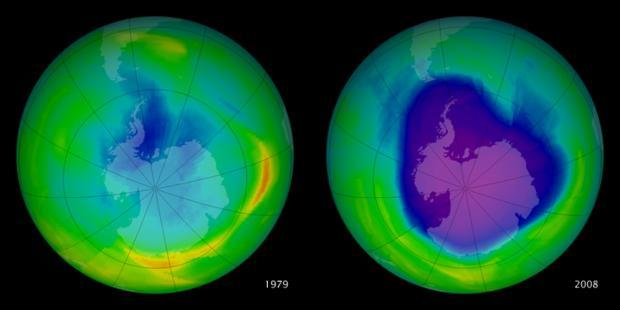
Comparación del agujero en la capa de ozono sobre la Antártida en 1979 y 2008. Se espera que en pocas décadas vuelva a sus niveles originales.

Los avances en la industria han ocasionado cambios a nivel ambiental. Lo limitado de los recursos y el aumento de la demanda y de la población mundial han dejado una huella indudable, afectando a la humanidad y al resto de los seres vivientes en el planeta. Esto ocasionó la creación de un nuevo paradigma en la ingeniería química y el surgimiento de nuevas disciplinas como la ingeniería ambiental, buscando el desarrollo de tecnologías y legislaciones que sean sustentables con el ambiente. Uno de los logros más importantes destaca el ingeniero Mario Molina, pionero en la investigación del deterioro de la capa de ozono como consecuencia de la emisión de ciertos gases industriales, los clorofluorocarburos (CFC), lo cual le mereció el Premio Nobel de Química en 1995. Este logro, junto con el Protocolo de Montreal y el desarrollo de productos libres de CFC, ha permitido la recuperación paulatina de la capa de ozono, vital para el desarrollo de la vida en la Tierra.

## Tareas del ingeniero químico
Los ingenieros químicos están involucrados en todas las actividades que se relacionen con el procesamiento de materias primas (de origen animal, vegetal o mineral) que tengan como fin obtener productos de mayor valor y utilidad. Por lo tanto, pueden desarrollar sus actividades en:
- Plantas industriales.
- Empresas de construcción y/o montaje de plantas y equipos.
- Empresas proveedoras de servicios técnicos

(consultoría, control de calidad, mantenimiento, etc.)
- Organismos gubernamentales o no gubernamentales de acreditación, control y estándares.
- Instituciones de educación superior.
- Centros de investigación y desarrollo (industriales / académicos)

Durante la planificación de un proceso de manufactura el ingeniero químico debe: definir los problemas, determinar el objetivo, considerar las limitaciones de tiempo, materiales y costo y, en consecuencia, diseñar y desarrollar la planta de proceso.
Una vez instalado el equipo de proceso, el ingeniero químico permanece con frecuencia en la planta para supervisar y administrar la operación, así como para asegurar el control de calidad y el mantenimiento de la producción.
Por lo tanto, el desarrollo profesional del ingeniero químico comprende los siguientes campos de actividad:
- Control de procesos, automatización e instrumentación.
- Energéticos, fuentes alternas de energía.
- Control de contaminación.
- Simulación de procesos.
- Síntesis de procesos.
- Productividad y calidad.
- Biotecnología.
- Manejo de desechos tóxicos.